# Shūgiin-Wahl 2017
- KPJ: 12
- SDP: 2
- KDP: 55
- Unabh.: 22
- Kibō: 50
- Ishin: 11
- Kōmeitō: 29
- LDP: 284

Die Shūgiin-Wahl 2017, formal die 48. allgemeine Wahl der Shūgiin-Abgeordneten (jap. 第48回衆議院議員総選挙, dai-48-kai Shūgiin giin sō-senkyo), zur Bestimmung aller 465 Mitglieder des Abgeordnetenhauses, des Unterhauses des japanischen Parlaments, fand am 22. Oktober 2017 statt. Die amtliche Bekanntmachung (kōji), zu der die Nominierungen feststehen und mit der der gesetzliche Wahlkampf und die vorzeitige Wahl beginnen, erfolgte damit am 10. Oktober. Das Shūgiin wurde am 28. September während des 194. Kokkai aufgelöst.
Da das Kabinett nach einer allgemeinen Shūgiin-Wahl zurücktreten muss, folgt automatisch eine Wahl des Premierministers, sobald das 195. Kokkai zusammenkommt.

## Hintergrund

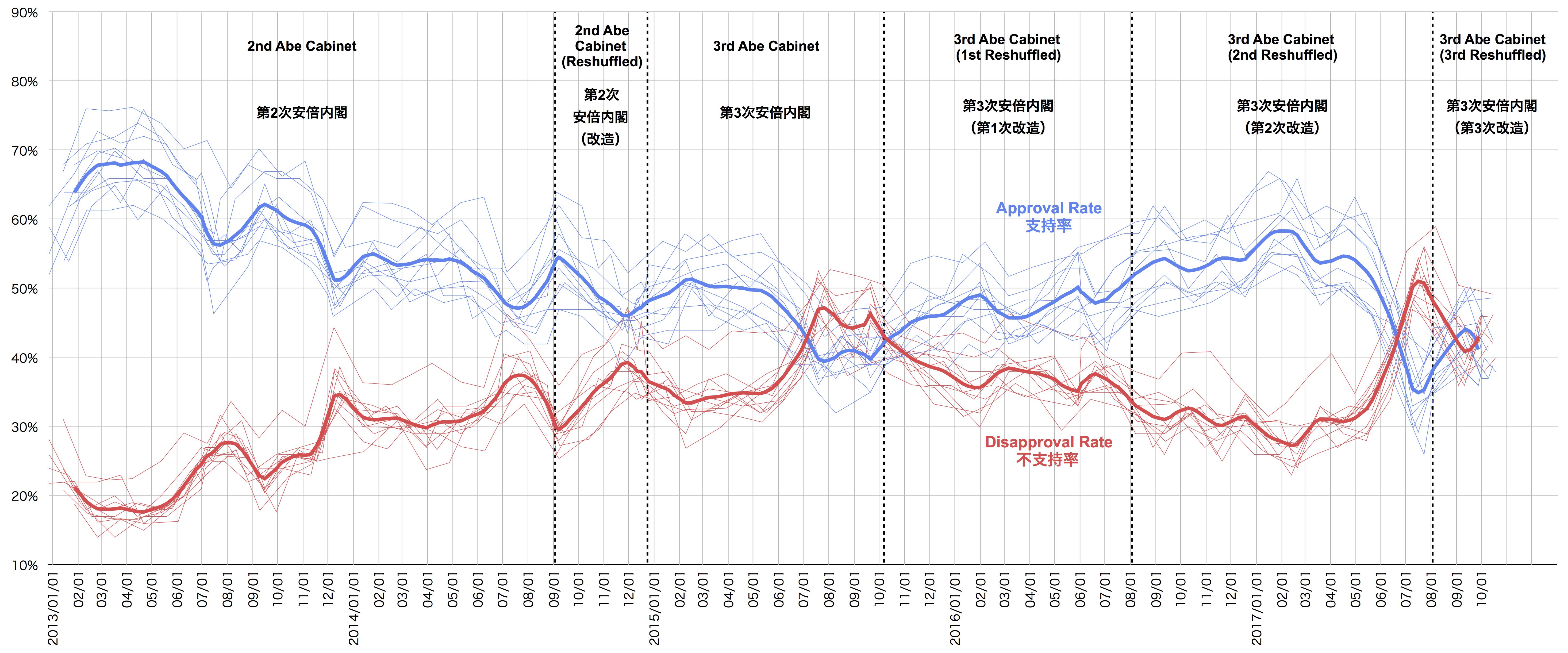
Die Zustimmungs- (blau) und Ablehnungsrate (rot) für die Kabinette von Premierminister Abe seit 2013. Im Juli/August 2017 ist eine deutliche Verschlechterung des Stimmbilds für Abe zu erkennen; zum Zeitpunkt der Auflösung des Unterhauses und des Wahlkampfbeginns hat sich die Lage jedoch stabilisiert.

Als Ergebnis der Shūgiin-Wahlen von 2012 und 2014 regierte eine Koalition aus Liberaldemokratischer Partei (LDP) und Kōmeitō unter Führung von Premierminister Shinzō Abe (LDP). Seit der Wahl 2013 zum Rätehaus (Sangiin), dem Oberhaus des Parlaments, verfügt die Regierung über Mehrheiten in beiden Parlamentskammern. Das Kabinett genoss lange relativ hohe Zustimmungswerte in Umfragen von über 50 %, bis diese im ersten Halbjahr 2017 nach Skandalen um Premierminister Abe und andere Minister in manchen Umfragen auf unter 30 % fielen. U. a. wird Abe vorgeworfen, er und seine Ehefrau Akie seien in einen Skandal um einen ultranationalistisch ausgerichteten Schul- und Kindergartenbetreiber verwickelt. Dieser habe, auf Wunsch Abes hin, zum Bau einer ultranationalistischen Grundschule erhebliche Rabatte auf einen Grundstückpreis in Osaka erhalten. Zudem habe Abe das Bildungsministerium unter Druck gesetzt, um die Baugenehmigung für eine veterinäre Bildungseinrichtung zu erteilen, die von einem engen Freund Abes beantragt wurde. Ferner verhielt sich Verteidigungsministerin Tomomi Inada mehrfach unangemessen und wurde sowohl von der Opposition als auch von der Presse scharf kritisiert. So hatte sie beispielsweise in einer Wahlkampfrede für die Präfekturparlamentswahl in Tokio 2017 „im Namen des Verteidigungsministeriums, der Selbstverteidigungsstreitkräfte, der Liberaldemokratischen Partei und als Verteidigungsministerin“ um Unterstützung für einen LDP-Kandidaten gebeten, obwohl die Streitkräfte gesetzlich zu politischer Neutralität verpflichtet sind. Infolgedessen bildete Abe zum dritten Mal sein Kabinett um, woraufhin die Zustimmungswerte wieder deutlich anstiegen.
Am 25. September 2017 kündigte Abe die Auflösung des Shūgiin für den 28. September an. Als Hauptgründe nannte er seine Politik bezüglich des fortschreitenden nordkoreanischen Kernwaffenprogramms sowie die für 2019 geplante Erhöhung der Mehrwertsteuer, die nun verstärkt der Familienförderung dienen soll. Er wolle in Form von Neuwahlen die Zustimmung der Bürger in diesen Themen einholen und sprach von einer „nationalen Krise“. Beobachter sehen in dem Vorgehen jedoch eindeutig eine taktische Absicht, da für den Tag der Auflösung von den Oppositionsparteien eine außerordentliche Sitzung beantragt wurde, bei der Abe wahrscheinlich zu den Skandalen befragt worden wäre. Zudem gab es in der Opposition Bewegungen zur Gründung einer Partei mit der in der Bevölkerung relativ populären Tokioter Gouverneurin Yuriko Koike als Vorsitzenden. Koike hatte bereits bei der Präfekturparlamentswahl in Tokio 2017 mit ihrer Regionalpartei Tomin First no Kai einen überraschenden Sieg eingefahren und die LDP im Tokioter Präfekturparlament deutlich geschwächt. Durch möglichst zeitnahe Neuwahlen wollte Abe möglicherweise auch die Bildung einer stärkeren Opposition verhindern, zumal die Zustimmungswerte der größten Oppositionspartei, der Demokratischen Fortschrittspartei (Minshintō), unter 10 % lagen.

## Parteien
Die Oppositionsparteien formierten sich nach der Auflösung des Parlaments in kurzer Zeit grundlegend um. Fast zeitgleich mit der Ankündigung Abes zur Auflösung des Shūgiin gründete die Tokioter Gouverneurin Yuriko Koike die Kibō no Tō (kurz Kibō). Daraufhin gab die Minshintō nach Absprache mit Koike bekannt, keine eigenen Kandidaten für die Wahl aufstellen zu wollen und versicherte ihren Mitgliedern, sie im Falle einer Kandidatur für die Kibō no Tō zu unterstützen. Sie hatte bereits eine Reihe von Abgeordneten an diese verloren. Zudem beschlossen Nippon Ishin no Kai (kurz Ishin) und Kibō no Tō, in den Präfekturen Tokio (25 Mehrheitswahlsitze) und Osaka (19 Mehrheitswahlsitze) keine Kandidaten gegeneinander aufstellen zu wollen.
Nachdem Koike mehrfach darauf hingewiesen hatte, dass sie keinesfalls alle Anhänger der Minshintō aufnehmen und jeden Beitrittskandidaten auf seine politische Einstellung prüfen werde, gaben mehrere linksorientierte Minshintō-Mitglieder bekannt, nicht für die Koikes Partei kandidieren zu wollen. Dazu gehörten beispielsweise die ehemaligen Premierminister Naoto Kan und Yoshihiko Noda sowie der stellvertretende Vorsitzende der Minshintō, Yukio Edano. Folglich gründete Edano als Alternative zur Kibō no Tō die liberal ausgerichtete Konstitutionell-Demokratische Partei (kurz KDP; 立憲民主党 Rikken Minshutō; engl. The Constituional Democratic Party of Japan). Die Kibō no Tō erklärte bezüglich des Auswahlverfahrens für Kandidaten, dass sie u. a. Personen, die in der Vergangenheit hohe Ämter in den Staatsorganen innehatten, nicht aufnehmen werde. Noda, der ehemalige Außen- und Vizepremierminister Katsuya Okada und der ehemalige Finanzminister Jun Azumi gaben infolgedessen bekannt, als Unabhängige zu kandidieren, während Kan der KDP beitrat. KDP, KPJ und SDP bildeten ein Wahlbündnis (siehe Abschnitt „Kandidaten und Nominierungsstrategie“).
Auch die vor der Wahl mit zwei Sitzen vertretende Liberale Partei (kurz LP) nominierte keine eigenen Kandidaten, wobei sie zunächst Interesse an einer Kooperation mit der Kibō no Tō bekundet hatte.

## Wahlsystem und Wahlkreise
Unverändert wurde das Shūgiin in einem Grabenwahlsystem gewählt, d. h. bezüglich der Sitzverteilung auf Parteien in zwei völlig getrennten Wahlen, einer Mehrheitswahl und einer Verhältniswahl – im Unterschied zu verrechnenden Systemen wie z. B. in Deutschland, wo die Verhältniswahlstimme die Gesamtzusammensetzung bestimmt, entscheidet sie in Japan nur über die Zusammensetzung der Verhältniswahlsitze (wahlentscheidend ist daher oft das Ergebnis der schon quantitativ größeren und per Definition mehrheitsbildenden Mehrheitswahl); allerdings besteht für politische Parteien, die sich gesetzlich als Partei qualifizieren, die Möglichkeit, Doppelkandidaten (chōfuku rikkōho) aufzustellen, die gleichzeitig in beiden Wahlsegmenten antreten, und über das System der sekihairitsu (etwa die „knapp-verloren-Quote“) kann die Reihenfolge (nicht aber die Anzahl) von Sitzen bei der Verhältniswahl an das Stimmenergebnis bei der Mehrheitswahl geknüpft sein.
Geändert wurden aber durch einen Beschluss des Parlaments im Juni 2017 die Gesamtzahl der Abgeordneten, die Wahlkreiseinteilung bei der Mehrheitswahl und die Mandatszahlen der Wahlkreise („Blöcke“) bei der Verhältniswahl:
- Die Zahl der Wahlkreise bei der Mehrheitswahl wurde um 6 von 295 auf 289 gesenkt, je einen Sitz verloren die Präfekturen Aomori, Iwate, Mie, Nara, Kumamoto und Kagoshima. Außerdem wurden 91 weitere Wahlkreise in insgesamt 19 Präfekturen neu zugeschnitten.
- Die Grenzen der Verhältniswahlblöcke waren unverändert, aber die Blöcke Tōhoku (14→13), Nord-Kantō (20→19), Kinki (29→28) und Kyūshū (21→20) verloren je einen Sitz, wodurch die Gesamtgröße des Verhältniswahlsegments auf 176 Sitze schrumpfte.

Das Abgeordnetenhaus hat somit fortan 465 statt vorher 475 Mitglieder, das Parlament umfasst fortan 707 Abgeordnete.

## Kandidaten und Nominierungsstrategie
Zur Wahleröffnung am 10. Oktober gab es insgesamt 1180 Kandidaten: 936 bei der Mehrheitswahl, darunter 611 Doppelkandidaten, und 244 Kandidaten, die nur bei der Verhältniswahl antreten.
Bei der Mehrheitswahl waren LDP und Kōmeitō zusammen nahezu flächendeckend vertreten und unterstützten beinahe alle ihre Kandidaten gegenseitig. Kibō und Ishin waren in über 200 Wahlkreisen vertreten, einige Kandidaten wurden explizit von der jeweils anderen Partei unterstützt, in über 20 Wahlkreisen traten beide Parteien aber gegeneinander an. Die Kommunistische Partei Japans stellte in über zwei Dritteln des Landes Kandidaten auf, deutlich weniger als 2012 und 2014, als sie fast flächendeckend antrat, aber mehr als 2009, als sie in weiten Teilen des Landes einseitig nicht nominiert hatte; in weniger als 20 Wahlkreisen traten Kommunisten oder Sozialdemokraten gegen Konstitutionelle Demokraten an. In etwas mehr als der Hälfte des Landes gab es unter den etablierten Parteien eine drei-Lager-Wahl: In über 130 Wahlkreisen zwischen Regierungsparteien, Kibō oder Ishin und Kommunisten oder Sozialdemokraten, in über 20 zwischen Regierungsparteien, Kibō/Ishin und Konst. Demokraten. In über 40 Wahlkreisen kandidierten nur ein Regierungskandidat und ein Kommunist/Konst. Demokrat/Sozialdemokrat.
Bei der Verhältniswahl traten acht Parteien landesweit an: LDP, Kibō, Kōmeitō, KPJ, KDP, Ishin, SDP und Kōfuku-jitsugen-tō nominierten in allen elf Blöcken Listen; zusätzlich nominierte die Nippon no Kokoro in den Blöcken Tōhoku und Tokio jeweils einen Kandidaten für die Verhältniswahl, die Neue Partei Daichi trat nur im Verhältniswahlblock Hokkaidō an, und im Block Tokio stand diesmal zusätzlich die seitō shiji nashi (~ „keine politische Partei unterstützt“) zur Wahl, die 2014 nur in Hokkaidō antrat und dort über 4 % der Stimmen erhielt.
| Partei | Bisherige Abgeordnete | Nominierte Kandidaten      | Nominierte Kandidaten      | Nominierte Kandidaten                                                                | Nominierte Kandidaten                                                                | Nominierte Kandidaten | Nominierte Kandidaten |
| --- | --------------------- | -------------------------- | -------------------------- | ------------------------------------------------------------------------------------ | ------------------------------------------------------------------------------------ | --------------------- | --------------------- |
| Partei | Bisherige Abgeordnete | für 289 Mehrheitswahlsitze | für 289 Mehrheitswahlsitze | für 176 Verhältniswahlsitze (abzüglich siegreiche/disqualifizierte Doppelkandidaten) | für 176 Verhältniswahlsitze (abzüglich siegreiche/disqualifizierte Doppelkandidaten) | Summe                 | Summe                 |
| Partei | Bisherige Abgeordnete |                            | (Doppelkandidaten)         | (Doppelkandidaten)                                                                   |                                                                                      |                       | (Frauen)              |
| Liberaldemokratische Partei (Jiyūminshutō)                                                                                              | 284                   | 277                        | 258                        | 258                                                                                  | 313                                                                                  | 332                   | (25)                  |
| Kibō no Tō („Partei der Hoffnung“) | 57                    | 198                        | 197                        | 197                                                                                  | 234                                                                                  | 235                   | (47)                  |
| Kōmeitō („Gerechtigkeitspartei“) | 34                    | 9                          | 0                          | 0                                                                                    | 44                                                                                   | 53                    | (5)                   |
| Kommunistische Partei Japans (Nihon Kyōsantō)                                                                                           | 21                    | 206                        | 28                         | 28                                                                                   | 65                                                                                   | 243                   | (58)                  |
| Konstitutionell-Demokratische Partei (Rikken Minshutō)                                                                                  | 15                    | 63                         | 62                         | 62                                                                                   | 77                                                                                   | 78                    | (19)                  |
| Nippon Ishin no Kai („Vereinigung zur Erneuerung/Restauration Japans“)                                                                  | 14                    | 47                         | 47                         | 47                                                                                   | 52                                                                                   | 52                    | (4)                   |
| Sozialdemokratische Partei (Shakaiminshutō)                                                                                             | 2                     | 19                         | 19                         | 19                                                                                   | 21                                                                                   | 21                    | (4)                   |
| Nippon no Kokoro („Japans Herz“) | 0                     | 0                          | 0                          | 0                                                                                    | 2                                                                                    | 2                     | (1)                   |
| Sonstige | 0                     | 44                         | –                          | –                                                                                    | 47                                                                                   | 91                    | (31)                  |
| Unabhängige (darunter [Ex-]Minshintō- und LP-Abgeordnete und LDP-Mitglieder ohne Parteinominierung bzw. Parteilose in der LDP-Fraktion) | 45                    | 73                         | –                          | –                                                                                    | –                                                                                    | 73                    | (15)                  |
| Summe | 472 (3 Vakanzen)      | 936                        | 611                        | 611                                                                                  | 855                                                                                  | 1180                  | (209)                 |

## Wahlkampf- und themen

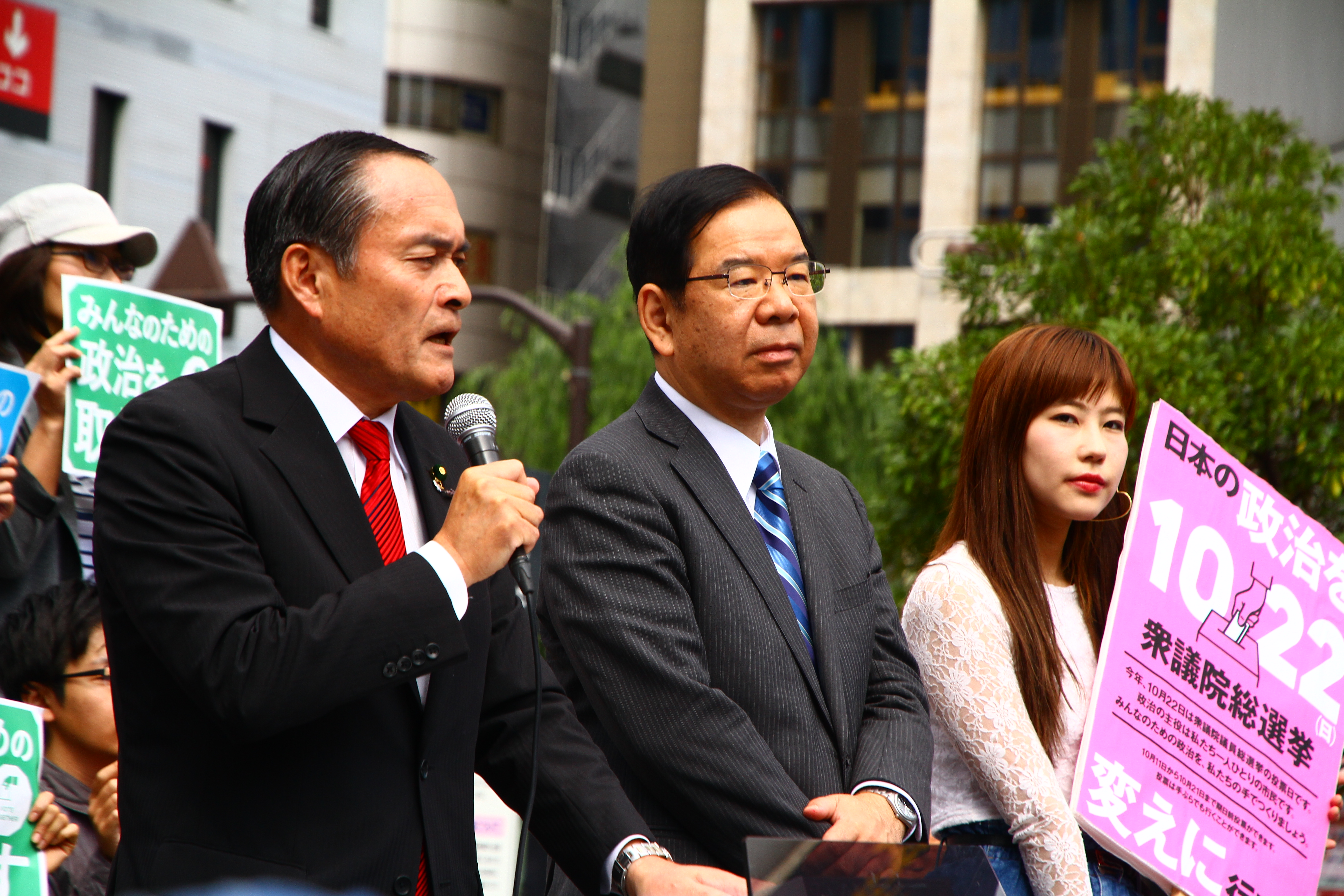
Tadatomo Yoshida, der Vorsitzende der Sozialdemokratischen Partei (links) und Kazuo Shii, der Vorsitzende der Kommunistischen Partei (rechts), bei einer Wahlkampfveranstaltung am Bahnhof Shimbashi

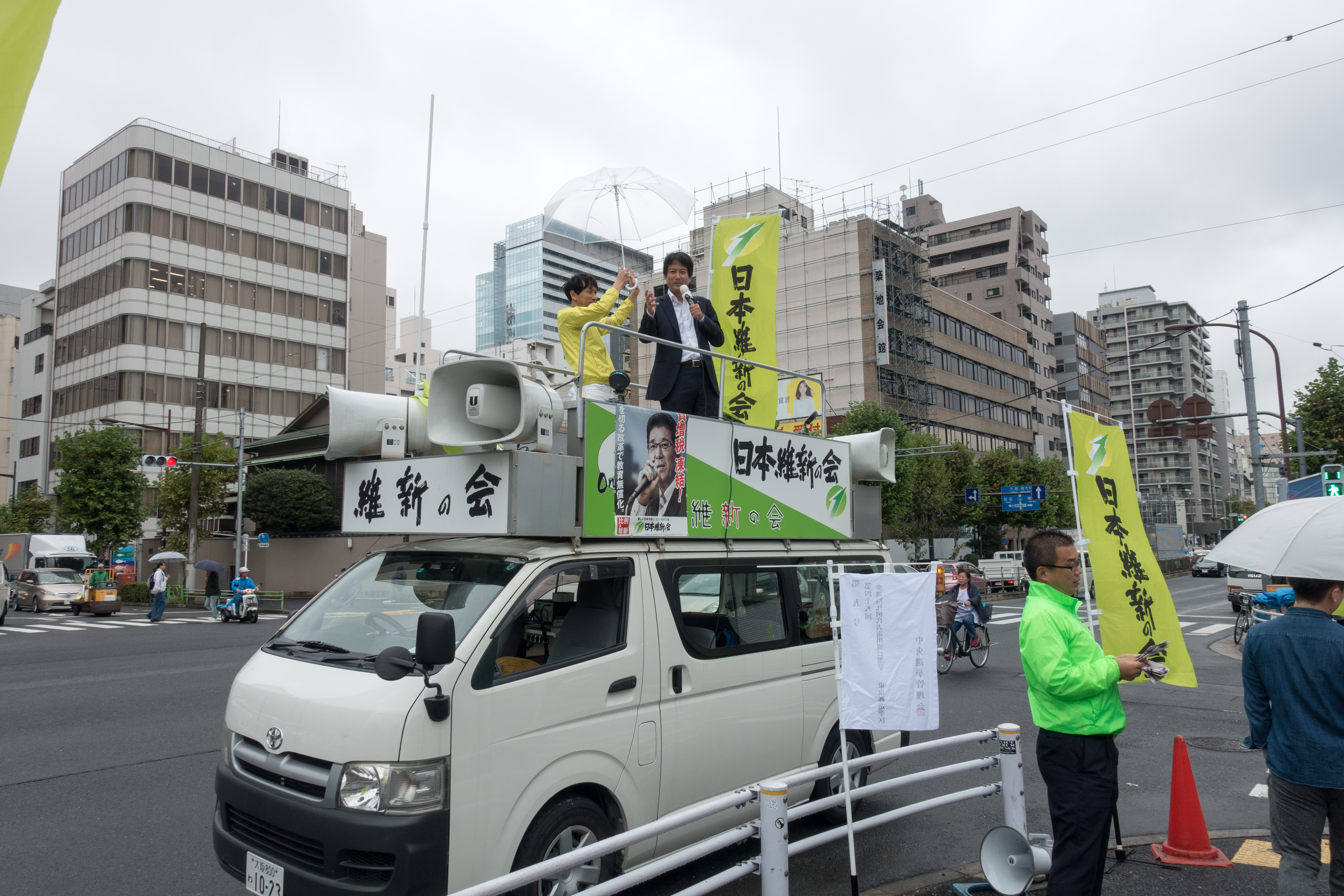
Gaisensha-Lautsprecherwagen der Nippon Ishin no Kai am Tsukiji-Fischmarkt

Die antretenden Parteien stellten Anfang Oktober nach und nach ihre Wahlprogramme vor. Der offizielle Wahlkampfbeginn war am 10. Oktober 2017.
Die LDP legte – wie auch schon bei deren Legitimation der Neuwahlen zu sehen war – großen Wert auf die Sicherheitspolitik und betitelte ihr Programm mit dem Wahlspruch Kono kuni o, mamorinuku (この国を、守り抜く., etwa „Dieses Land kontinuierlich beschützen“). Neben außen- und sicherheitspolitischen Punkten vor allem im Hinblick auf das nordkoreanische Kernwaffenprogramm wurden auch die Abenomics thematisiert, die zu einer „Wiederherstellung der Wirtschaft“ (景気回復 keiki kaifuku) sowie zur „Überwindung der Deflation“ (デフレ脱却 defure dakkyaku) führen sollen. Ein weiterer oft behandelter Aspekt dieses Wahlkampfs war die für 2019 geplante Erhöhung der Mehrwertsteuer, die nun verstärkt der Familienförderung dienen soll. Durch diese zusätzlichen Einnahmen plant die LDP, „gebührenfreie Kinderbetreuung und Bildung“ (保育・教育の無償化 Hoiku kyōiku no mushōka) zu verwirklichen. Auch in diesem Wahlkampf war die Änderung des Artikels 9 der Verfassung ein großes Ziel der LDP. Der Koalitionspartner Kōmeitō positionierte sich diesbezüglich im Gegensatz zur LDP jedoch nicht eindeutig und wies darauf hin, dass es schwierig sei, in einem Referendum die Mehrheit der Bevölkerung von der Verfassungsänderung zu überzeugen.
Die Kibō no Tō trat unter dem Motto Nippon ni kibō o. Nippon ni risetto (日本に希望を. 日本にリセット., etwa „Hoffnung für Japan. Neuanfang für Japan.“) primär für ein Einfrieren der geplanten Mehrwertsteuer sowie für eine neue Form der Wirtschaftspolitik, auch „Yurinomics“ genannt (in Analogie zu Abenomics), die verstärkt „den privaten Sektor beleben“ soll (民間の活力を生かした経済活性化 Minkan no katsuryoku o ikashita keizai kasseika). Zudem möchte die Partei bis 2030 den Atomausstieg Japans verwirklichen. In weiteren wirtschaftlichen und außen- und sicherheitspolitischen Themen sowie im Hinblick auf die Änderung des Artikels 9 stimmte das Programm der Kibō no Tō überwiegend mit dem der LDP überein. Ähnlich verhielt es sich mit der Nippon Ishin no Kai, die unter dem Wahlspruch Furui seiji o koasu. Atarashii seiji o tsukuru (古い政治を壊す。新しい政治を創る., etwa „Die alte Politik beseitigen. Eine neue Politik aufbauen.“) im Unterschied zu anderen Parteien das seit langem diskutierte Staatensystem aufgriff, welches sie befürwortet und die Abhängigkeit der Regionen von der Zentralregierung mindern soll.
Das „linke Bündnis“ aus KPJ, KDP und SDP sprach sich als Gegenpol zu den restlichen Parteien klar gegen die geplante Verfassungsänderung aus. Die KPJ veröffentlichte ihr Wahlprogramm unter dem Slogan Chikara awase, mirai hiraku (力あわせ、未来ひらく, etwa „Kräfte vereinen, Zukunft eröffnen“) und lehnte jegliche Änderung der Verfassung ab. Sie kritisierte das 2015 von der Abe-Regierung erlassene Gesetz zur „kollektiven Selbstverteidigung“ und bezeichnet dieses als „Kriegsrecht“ (戦争法 Sensō-hō). Zudem warb die Partei für die Abschaffung des sogenannten „Geheimhaltungsgesetzes“ (特定秘密保護法 Tokutei himitsu hogo-hō) von 2013, das der Regierung erweiterten Einfluss auf die Verbreitung von Informationen, die aus deren Sicht die nationale Sicherheit gefährden können, ermöglicht. Auch das erst im Juni 2017 verabschiedete „Verschwörungsgesetz“ (共謀罪法 Kyōbōzai-hō), welches Ermittlern angesichts der Terrorgefahr bei den Olympischen Spielen 2020 in Tokio ausgeweiteten Zugriff auf Telefongespräche und Chats gibt, wurde von der KPJ oft kritisiert. Darüber hinaus plante auch sie eine Streichung der geplanten Mehrwertsteuererhöhung und forderte im Umgang mit Nordkorea anstatt des von den Regierungen Japans und der USA ausgeübten Drucks diplomatische Lösungen. Ein ähnliches Programm stellte die KDP unter dem Titel Mattō na seiji (まっとうな政治., etwa „Eine anständige Politik“)  vor, legte jedoch vermehrt Wert auf wirtschaftliche Aspekte. So versprach sie allgemein einen „Umbau des Alltags auf Grundlage des Lebens“ (生活の現場から暮らしを立て直す Seikatsu no genba kara kurashi o tatenaosu) und in diesem Zusammenhang z. B. bessere Arbeitszeiten und Gehaltserhöhungen für Kinderbetreuungs- und Altenpflegepersonal. Außerdem wies sie auf eine „Wiederherstellung des Konstitutionalismus“ (立憲主義を回復させる Rikken shugi o kaifuku saseru) hin, den sie von der Abe-Regierung bezüglich der von ihr verabschiedeten Gesetze missachtet sieht.

## Wahlbeteiligung und Ergebnis
Die Wahlbeteiligung insgesamt stieg leicht um rund einen Prozentpunkt auf 53,68 % in beiden Wahlsegmenten, der zweitniedrigste Wert der Nachkriegsgeschichte. Die vorzeitige Wahlbeteiligung übertraf den bei der Sangiin-Wahl 2016 aufgestellten Rekordwert bei allen nationalen Parlamentswahlen seit der Einführung der vorzeitigen Abstimmung im Jahr 2003; über 21,3 Millionen Wähler und damit 20,1 % der Wahlberechtigten haben ihre Stimme bei der Mehrheitswahl schon vor dem Wahlsonntag abgegeben. Die Beteiligung am eigentlichen Wahltag könnte durch den Taifun Nr. 21 (international Taifun Lan) beeinträchtigt worden sein, der Japan am Wahlwochenende erreicht hat. Einige Gemeinden vor allem auf Inseln – landesweit 109 Wahllokale [von diesmal noch rund 48.000] in 14 Gemeinden aus 10 Präfekturen – zogen die Wahl auf den 20. oder 21. Oktober vor.
Auch die Auszählung wurde durch den Taifun beeinträchtigt, da die Wahlurnen von einigen entlegenen Inseln nicht zur Auszählung transportiert werden konnten: Die endgültigen Ergebnisse aus Wahlkreisen vor allem in West- und Südjapan standen später als üblich fest.
| Partei                                            | Partei                                            | Mehrheitswahl | Mehrheitswahl | Mehrheitswahl | Verhältniswahl | Verhältniswahl | Verhältniswahl | Sitze gesamt | Änderung         | Änderung                         |
| ------------------------------------------------- | ------------------------------------------------- | ------------- | ------------- | ------------- | -------------- | -------------- | -------------- | ------------ | ---------------- | -------------------------------- |
| Partei                                            | Partei                                            | Stimmen       | Anteil        | Sitze         | Stimmen        | Anteil         | Sitze          | Sitze gesamt | zur letzten Wahl | zur Zusammensetzung vor der Wahl |
|                                                   | Liberaldemokratische Partei                       | 26.500.723    | 47,8 %        | 215           | 18.555.717     | 33,3 %         | 66             | 281          | −9               | −3                               |
|                                                   | Konstitutionell-Demokratische Partei              | 4.726.326     | 8,5 %         | 17            | 11.084.890     | 19,9 %         | 37             | 54           | (+54)            | +39                              |
|                                                   | Kibō no Tō                                        | 11.437.602    | 20,6 %        | 18            | 9.677.524      | 17,4 %         | 32             | 50           | (+50)            | −7                               |
|                                                   | Kōmeitō                                           | 832.453       | 1,5 %         | 8             | 6.977.712      | 12,5 %         | 21             | 29           | −6               | −5                               |
|                                                   | Kommunistische Partei Japans                      | 4.998.932     | 9,0 %         | 1             | 4.404.081      | 7,9 %          | 11             | 12           | −9               | −9                               |
|                                                   | Nippon Ishin no Kai                               | 1.765.053     | 3,2 %         | 3             | 3.387.097      | 6,1 %          | 8              | 11           | (+11)            | −3                               |
|                                                   | Sozialdemokratische Partei                        | 634.719       | 1,2 %         | 1             | 941.324        | 1,7 %          | 1              | 2            | 0                | 0                                |
|                                                   | Nippon no Kokoro                                  | –             | –             | –             | 85.552         | 0,2 %          | 0              | 0            | −2               | 0                                |
|                                                   | Shintō Daichi                                     | –             | –             | –             | 226.552        | 0,4 %          | 0              | 0            | 0                | 0                                |
|                                                   | Sonstige                                          | 211.252       | 0,4 %         | 0             | 417.103        | 0,7 %          | 0              | 0            | (-116)           | 0                                |
|                                                   | Unabhängige                                       | 4.315.028     | 7,8 %         | 26            | –              | –              | –              | 26           | +17              | −19                              |
| Summe (Sitze, gültige Stimmen)                    | Summe (Sitze, gültige Stimmen)                    | 55.422.088    | 100 %         | 289           | 55.757.552     | 100 %          | 176            | 465          | −10              | −7 (3 Vakanzen)                  |
| Wahlbeteiligung: von 106.091.229 Wahlberechtigten | Wahlbeteiligung: von 106.091.229 Wahlberechtigten | 56.952.672    | 53,68 %       |               | 56.947.829     | 53,68 %        |                |              |                  |                                  |

1. ↑  aus „Bruchteilstimmen“ (siehe Wahlen in Japan) resultierende Nachkommastellen gerundet
2. ↑  Zuzüglich drei erfolgreichen Unabhängigen, die von der LDP nachnominiert wurden, siehe 小泉、阿部、堀内氏を追加公認＝自民. In: Jiji Tsūshin. 23. Oktober 2017, abgerufen am 24. Oktober 2017 (japanisch).
3. ↑  Zuzüglich eines erfolgreichen Unabhängigen, der von der KDP nachnominiert wurde, siehe 逢坂氏を追加公認＝立憲. In: Jiji Tsūshin. 23. Oktober 2017, abgerufen am 24. Oktober 2017 (japanisch).
4. ↑  Enthält drei von der LDP und einen von der KDP nachnominierten Kandidaten

### Regionale Übersicht

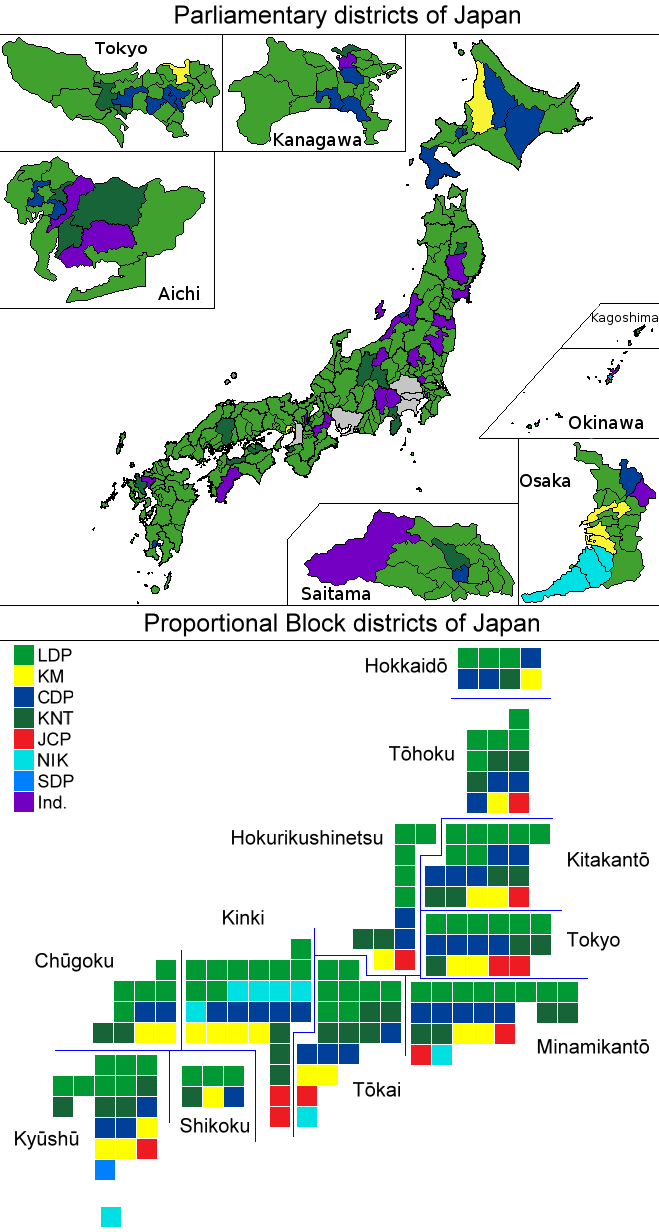
Ergebnisse nach Mehrheits- und Verhältniswahlkreisen

Im Verhältniswahlkreis Tōkai (21 Sitze) hätte die KDP nach dem Stimmenergebnis 5 Sitze erhalten, hatte aber nach Streichung unwählbarer Doppelkandidaten nur noch vier Verhältniswahlkandidaten auf der Liste. Ein Sitz ging daher an die LDP, der nach der D’Hondt-Verteilung der nächste (hypothetisch 22.) Sitz zugestanden hätte.
| Region/Block                    | Mehrheitswahlsitze | Mehrheitswahlsitze | Mehrheitswahlsitze | Mehrheitswahlsitze                           | Verhältniswahlsitze | Verhältniswahlsitze | Verhältniswahlsitze | Verhältniswahlsitze | Verhältniswahlsitze | Verhältniswahlsitze | Verhältniswahlsitze |
| ------------------------------- | ------------------ | ------------------ | ------------------ | -------------------------------------------- | ------------------- | ------------------- | ------------------- | ------------------- | ------------------- | ------------------- | ------------------- |
| Region/Block                    | LDP                | Kibō               | KDP                | Sonstige                                     | LDP                 | KDP                 | Kibō                | Kōmei               | KPJ                 | Ishin               | Sonstige            |
| Hokkaidō                        | 6                  | 0                  | 4                  | Kōmei 1, Unabh. (→rückwirkend KDP) 1         | 3                   | 3                   | 1                   | 1                   | 0                   | 0                   | 0                   |
| Tōhoku                          | 18                 | 1                  | 0                  | Unabh. 4                                     | 5                   | 3                   | 3                   | 1                   | 1                   | 0                   | 0                   |
| Nord-Kantō                      | 27                 | 1                  | 1                  | Unabh. (→rückwirkend LDP) 1, andere Unabh. 2 | 7                   | 5                   | 4                   | 2                   | 1                   | 0                   | 0                   |
| Tokio                           | 19                 | 1                  | 4                  | Kōmei 1                                      | 6                   | 4                   | 3                   | 2                   | 2                   | 0                   | 0                   |
| Süd-Kantō                       | 25                 | 1                  | 3                  | Unabh. (→rückwirkend LDP) 1, andere Unabh. 3 | 8                   | 5                   | 4                   | 2                   | 2                   | 1                   | 0                   |
| Hokuriku-Shin’etsu              | 12                 | 2                  | 1                  | Unabh. 4                                     | 5                   | 2                   | 2                   | 1                   | 1                   | 0                   | 0                   |
| Tōkai                           | 21                 | 5                  | 2                  | Unabh. 4                                     | (7→)8               | (5→)4               | 5                   | 2                   | 1                   | 1                   | 0                   |
| Kinki                           | 33                 | 2                  | 1                  | Kōmei 6, Ishin 3, Unabh. 2                   | 9                   | 5                   | 3                   | 4                   | 2                   | 5                   | 0                   |
| Chūgoku                         | 18                 | 1                  | 0                  | Unabh. (→rückwirkend LDP) 1                  | 5                   | 2                   | 2                   | 2                   | 0                   | 0                   | 0                   |
| Shikoku                         | 8                  | 2                  | 0                  | Unabh. 1                                     | 3                   | 1                   | 1                   | 1                   | 0                   | 0                   | 0                   |
| Kyūshū                          | 28                 | 2                  | 1                  | KPJ 1, SDP 1, Unabh. 2                       | 7                   | 3                   | 4                   | 3                   | 1                   | 1                   | SDP 1               |
| Summe (+rückwirkend nominierte) | 215+3              | 18                 | 17+1               | Kōmei 8, Ishin 3, KPJ 1, SDP 1, Unabh. 22    | 66                  | 37                  | 32                  | 21                  | 11                  | 8                   | SDP 1               |

## Auswirkungen
Der Kibō-Abgeordnete Masaru Wakasa (若狭勝 Wakasa Masaru) gab am 26. Oktober 2017 bekannt, seine politische Karriere zu beenden, nachdem er seinen Wahlkreis (Tokio 10) an den Liberaldemokraten Hayato Suzuki (鈴木隼人 Suzuki Hayato) verloren hatte. Wakasa ist ein enger Vertrauter Koikes und war maßgeblich an der Gründung der Kibō no Tō beteiligt.
Der Minshintō-Vorsitzende Seiji Maehara trat am 30. Oktober 2017 angesichts der Niederlage der Kibō no Tō von seinem Posten zurück. Er hatte seine Partei mit der Erwartung, die Kibō no Tō würde erfolgreich abschneiden, von den Wahlen ausgeschlossen und damit vielen Minshintō-Abgeordneten den Wiedereinzug ins Parlament erschwert. Zu seinem Nachfolger wurde am 31. Oktober der Oberhausabgeordnete Kōhei Ōtsuka gewählt.
Am 1. November wurde das Sonderparlament einberufen, von dem Shinzō Abe zum vierten Mal zum Premierminister designiert wurde. Zum Präsidenten des Abgeordnetenhauses wurde nach einer Konferenz von Vertretern aller Fraktionen am 30. Oktober erneut Tadamori Ōshima (LDP) gewählt; es war die erste Wiederwahl seit 2005, als Yōhei Kōno für eine zweite Amtszeit bestätigt wurde. Vizepräsident wurde danach Hirotaka Akamatsu (KDP), der den Posten bereits von 2012 bis 2014 gehalten hatte. Noch am selben Tag trat das vierte Kabinett Abe nach der Ernennung aller Minister durch Kaiser Akihito zusammen.
Am 14. November trat die Kibō-Vorsitzende Yuriko Koike von ihrem Posten zurück, nachdem sie das Ergebnis ihrer Partei als „Niederlage“ bezeichnet hatte. Sie zog sich damit aus der nationalen Politik zurück und wolle sich zukünftig als Tokioter Gouverneurin wieder auf die Präfekturpolitik konzentrieren. Zu ihrem Nachfolger wurde der bisherige Ko-Vorsitzende Yūichirō Tamaki bestimmt.